# Llentilla
La llentilla o llentia (Lens culinaris) és una planta anual conreada que pertany a la família de les Fabaceae.

## Particularitats

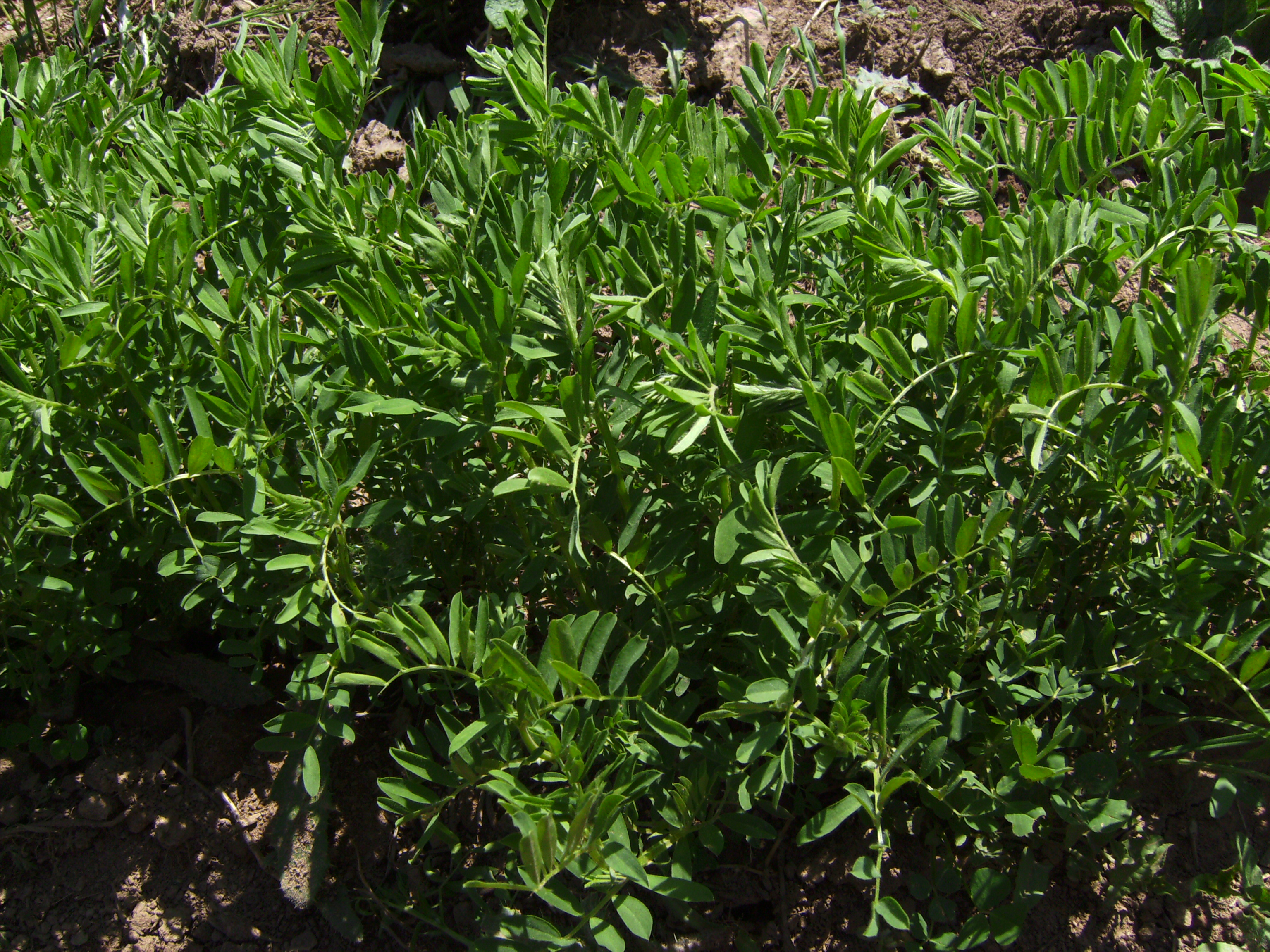
Les mateixes plantes 75 dies després de l'emergència

És una planta voluble que fa uns 40 cm d'alçària i fructifica en tavelles que generalment contenen dues llavors anomenades llentilles, que tenen una forma característica com una lent òptica biconvexa (la paraula lent deriva precisament del nom llatí de la llentilla, lens).

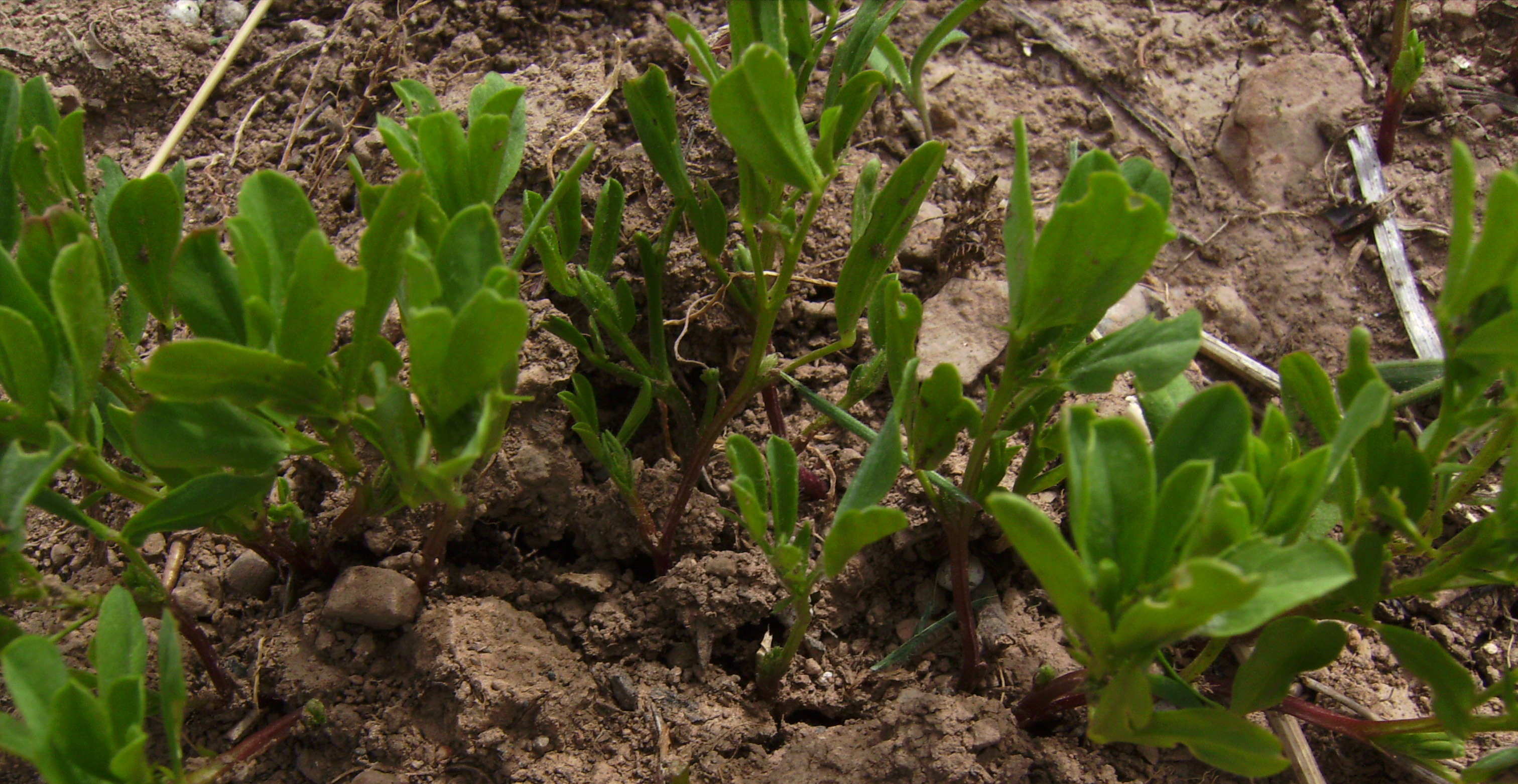
Plantes de llentilla un mes després de la sembra

És una planta de conreu molt antiga, present ja en el Neolític, probablement originada a l'Àsia Menor.
Actualment el més gran productor mundial n'és l'Índia i el major exportador el Canadà.
A la península Ibèrica es conrea en règim extensiu a l'occident de la Meseta d'on són originàries les varietats pardina (petites i arrodonides) i castellana (relativament grosses i aplanades). A l'estat espanyol, se n’ha disminuït molt el conreu, així com el d'altres lleguminoses.

## Gastronomia

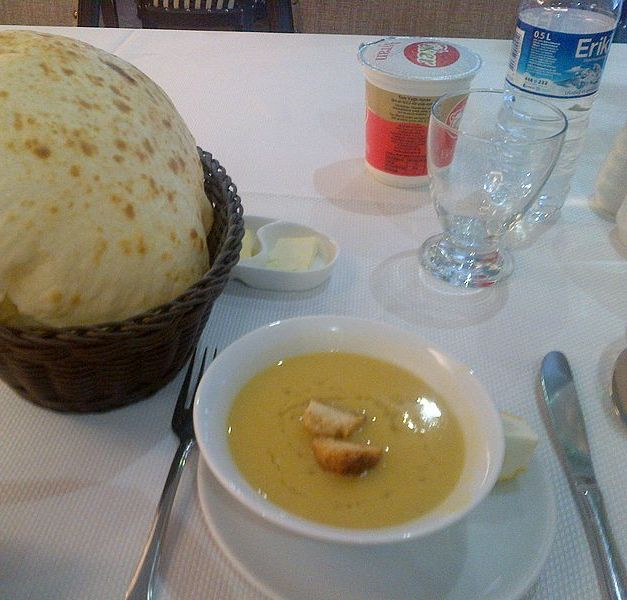
Crema de llentilles vermelles turca ((Mercimek çorbası) i un pide (pa pla) tipus "puf" en un restaurant d'Ankara

Actualment és la lleguminosa de més consum. És de fàcil digestió i conté un 25% de proteïna.
La llentilla és la lleguminosa de gra de més fàcil cocció, ja que no li cal el remull previ, encara que hi ha molta gent que prefereix posar-les en remull.
Hi ha diverses maneres de preparar les llentilles, normalment es mengen en sopa o en estofat. Sovint es cuinen amb altres verdures que es van afegint al mig de la cocció, com pastanaga, api, ceba i patata. Entre els condiments més adients cal mencionar el llorer i l'all. Al moment de servir hom vessa oli d'oliva per sobre del plat per a millorar-ne el gust.
Tradicionalment s'afegeixen salsitxes, cansalada o xoriço a la sopa o l'estofat, però es poden preparar també a la manera vegetariana, guisades amb verdures o simplement bullides amb una mica de sal per a incorporar en una amanida. Les sopes i estofats es mengen sucant-hi pa. Les llentilles amb arròs es preparen incorporant arròs a la barreja o separadament.

## Referències

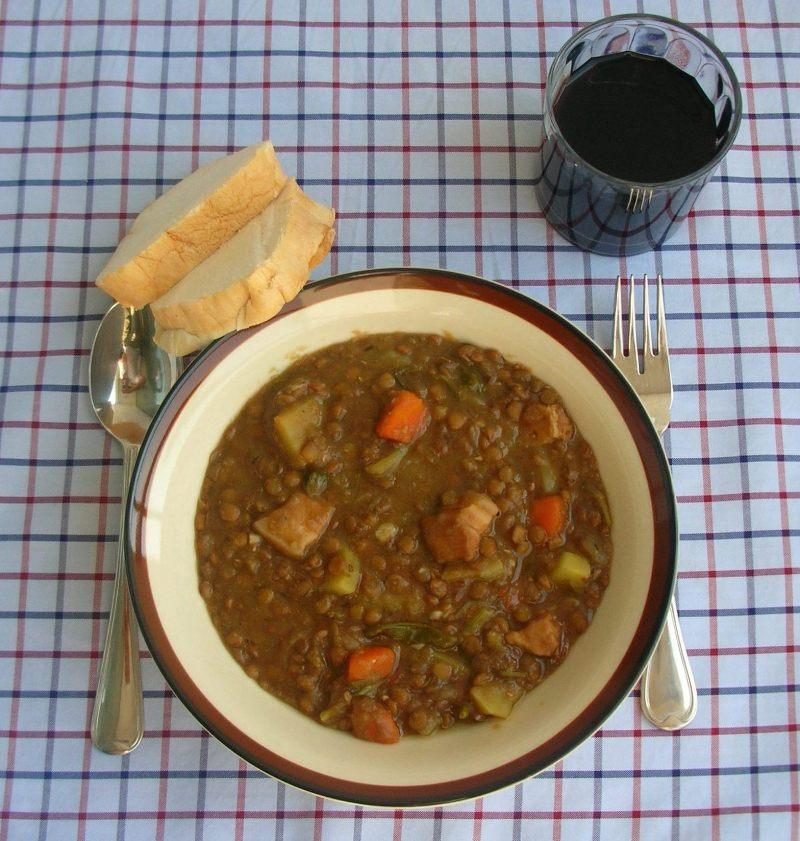
Sopa de llentilles

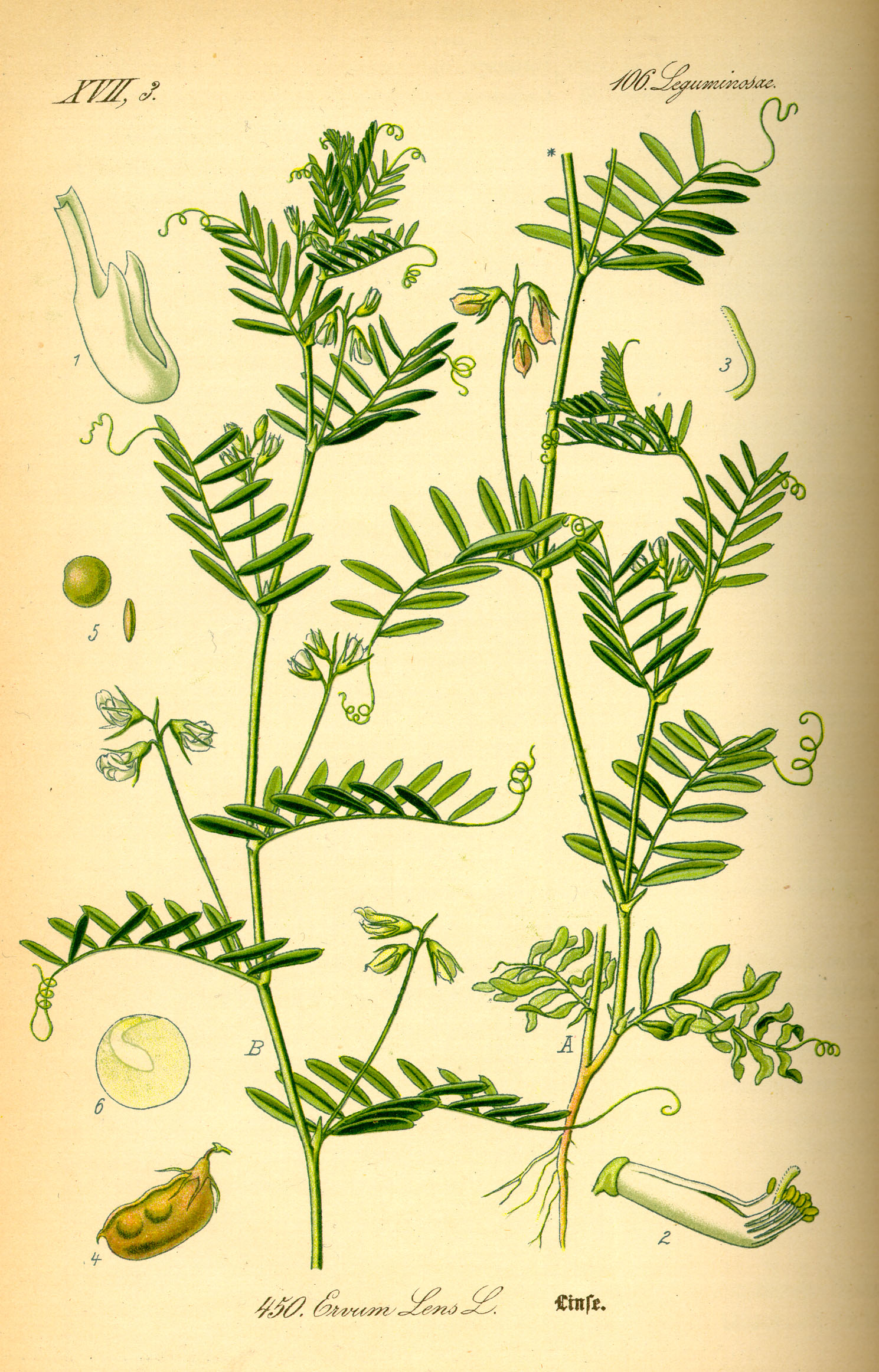
Il·lustració d'una planta de llentilla, 1885